# Jerzy Chmielecki
Jerzy Wojciech Chmielecki (ur. 14 marca 1941 w Paprotni) – polski działacz samorządowy i partyjny, w latach 1979–1984 prezydent Legnicy.

## Życiorys
Syn Henryka i Stanisławy. W 1962 wstąpił do Polskiej Zjednoczonej Partii Robotniczej. W latach 1967–1971 instruktor Komitetu Powiatowego PZPR w Legnicy, następnie do 1973 pozostawał sekretarzem ds. ekonomicznych w tym komitecie. W latach 1979–1984 zajmował stanowisko prezydenta Legnicy. W III RP zasiadał w radach nadzorczych różnych spółek, m.in. Legnickiego Przedsiębiorstwa Wodociągów i Kanalizacji.

## Odznaczenia
W 1998 odznaczony odznaką „Zasłużony dla Legnicy”.